# Crow Foot
Cet article concerne le Lakota. Pour le chef siksika, voir Crowfoot.
 (décembre 2014).
Si vous disposez d'ouvrages ou d'articles de référence ou si vous connaissez des sites web de qualité traitant du thème abordé ici, merci de compléter l'article en donnant les références utiles à sa vérifiabilité et en les liant à la section « Notes et références ».
Crow Foot, en français Pied de corbeau (vers 1876 - 15 décembre 1890) est un Amérindien sioux Hunkpapas. Il fut nommé Pied de corbeau en l'honneur de Crowfoot, chef pied-noir de la nation siksika qu'il a rencontré chez Jean-Louis Légaré lors de son séjour au Canada.

## Biographie
Fils de Sitting Bull, il accompagne son père lors de sa reddition à Fort Buford en 1881.
Le 15 décembre 1890, la police indienne tente d'arrêter Sitting Bull pour une participation présumée à un mouvement de protestation. L’arrestation dégénère en fusillade entre les partisans du chef sioux et la police indienne. Sitting Bull est parmi les premières victimes, abattu par le lieutenant Bull Head et le sergent Red Tomawahk. Sous le feu des habitants du village indien, les policiers se retranchent autour du corral et dans la cabane du chef. Crow Foot, âgé d’environ 14 ans, est découvert et tué par des policiers dans la maison de son père.